# Мирово (област Велико Търново)
 За другите български села с това име вижте Мирово.  
Мѝрово е село в Северна България, община Стражица, област Велико Търново.

## География
Село Мирово се намира на около 7 km на изток-североизток от общинския център град Стражица. Разположено е на височина, от която отвъд долината на течащата 100 – 150 m по-ниско Голяма река се виждат селата Манастирица – североизточно на около 2,5 km, и Асеново – в неголяма котловина, отворена на юг към реката – северозападно на около 4 km. Землището на Мирово граничи на север и изток с област Търговище.
Селото е на благоприятно място за живеене. Климатът е умереноконтинентален, валежите са умерени през цялата година. През лятото температурите достигат +32 °C, а през зимата до -10 °C. Почвите са подходящи за отглеждане на всякакъв вид зърнени култури, плодове и зеленчуци.
През Мирово минава третокласният републикански път III-407 – в границите на селото негова главна улица, който на запад води към град Стражица, а на югоизток през село Ново градище – към село Моравица, където прави връзка с първокласния републикански път I-4, съвпадащ с Европейски път Е772. Общински път свързва Мирово на север със селата Асеново и Манастирица. На моста на този път над Голяма река надморската височина е около 111 – 112 m и непосредствено след реката пътят пресича железопътната линия София-Горна Оряховица-Варна.
Надморската височина на пътното кръстовище в центъра на Мирово е около 270 m, а в южния най-висок край на селото достига 295 – 300 m.
В периода от февруари 1986 г. до февруари 1987 г. районът е обект на над 1300 земни труса, най-силни от които са на 21 февруари и 7 и 18 декември 1986 г. На 7 декември 1986 г. земетресението с магнитуд 5,7, известно като „стражишкото земетресение“, причинява разрушения в село Мирово, от които към 2006 г. селото вече е напълно възстановено.
Населението на село Мирово, наброявало 749 души към 1934 г. и 820 – към 1946 г., намалява до 168 към 2018 г.
При преброяването на населението към 1 февруари 2011 г., от обща численост 174 лица, за 109 лица е посочена принадлежност към „българска“ етническа група, за 14 – към „турска“, а за останалите не е даден отговор.
В селото се има цех за производство на картон и кутии.

## История
Старото име на селото Паша̀ кьой е променено през 1934 г. на Пашо̀вско, а през 1951 г. – на Мѝрово.
На 22 април 1956 г. е учредено Трудово кооперативно земеделско стопанство (ТКЗС) „Нов живот“ – село Мирово. През януари 1959 г. то влиза в състава на Обединено трудово кооперативно земеделско стопанство (ОТКЗС) „Червена звезда“ – село Асеново, което преустановява съществуването си през 1975 г., като преминава към АПК „Път към комунизма“ – Стражица. АПК „Път към комунизма“ – Стражица на 5 септември 1989 г. се преобразува в Агрофирма „Херба“ – Стражица, през 1990 г. обявена в ликвидация, която ликвидация приключва през март 1995 г.
Читалището „Ангел Каралийчев – 2013“ е основано на 21.06.2013 г. на учредително събрание с гласовете на 103 читалищни членове.

## Население
Преброяване на населението през 2011 г.
Численост и дял на етническите групи според преброяването на населението през 2011 г.:
|                     | Численост | Дял (в %) |
| Общо                | 174       | 100,00    |
| Българи             | 109       | 62,64     |
| Турци               | 14        | 8,04      |
| Цигани              | 0         | 0,00      |
| Други               | 0         | 0,00      |
| Не се самоопределят | ш         | 0,00      |
| Неотговорили        | 51        | 29,31     |

## Културни и природни забележителности
турска чешма „Оуклията“

## Редовни събития
Празникът на селото е на 24 май, когато се организира сбор.

## Други
Селото има данни за развитие на селски туризъм. Повечето къщи са с вътрешен санитарен възел, всички са с водоснабдяване и канализация. Черни пътища в селото почти няма!